# 沙漠碎石灘

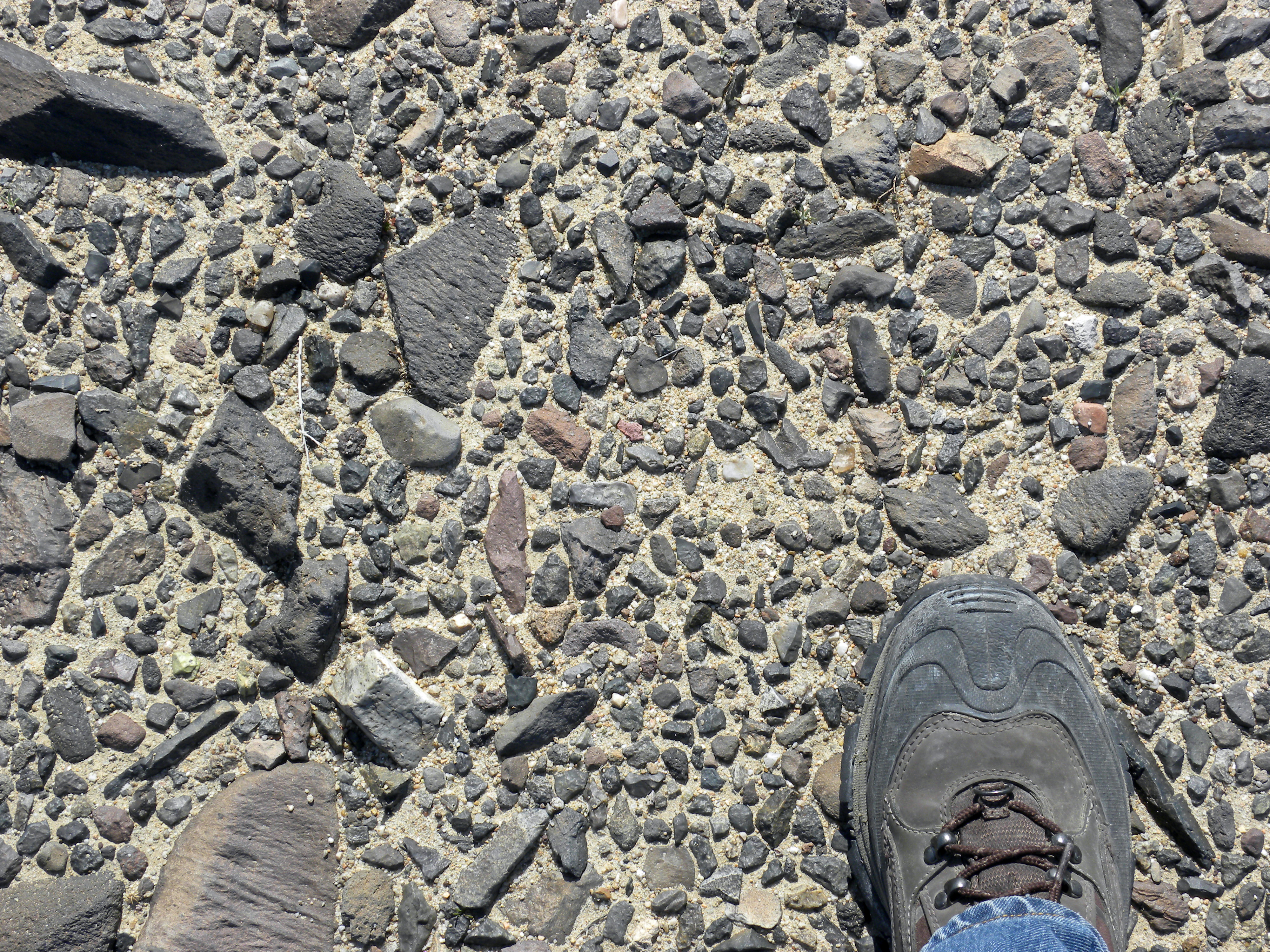
沙漠碎石灘中的具有風融大卵石。 地點：Mojave Desert，加州

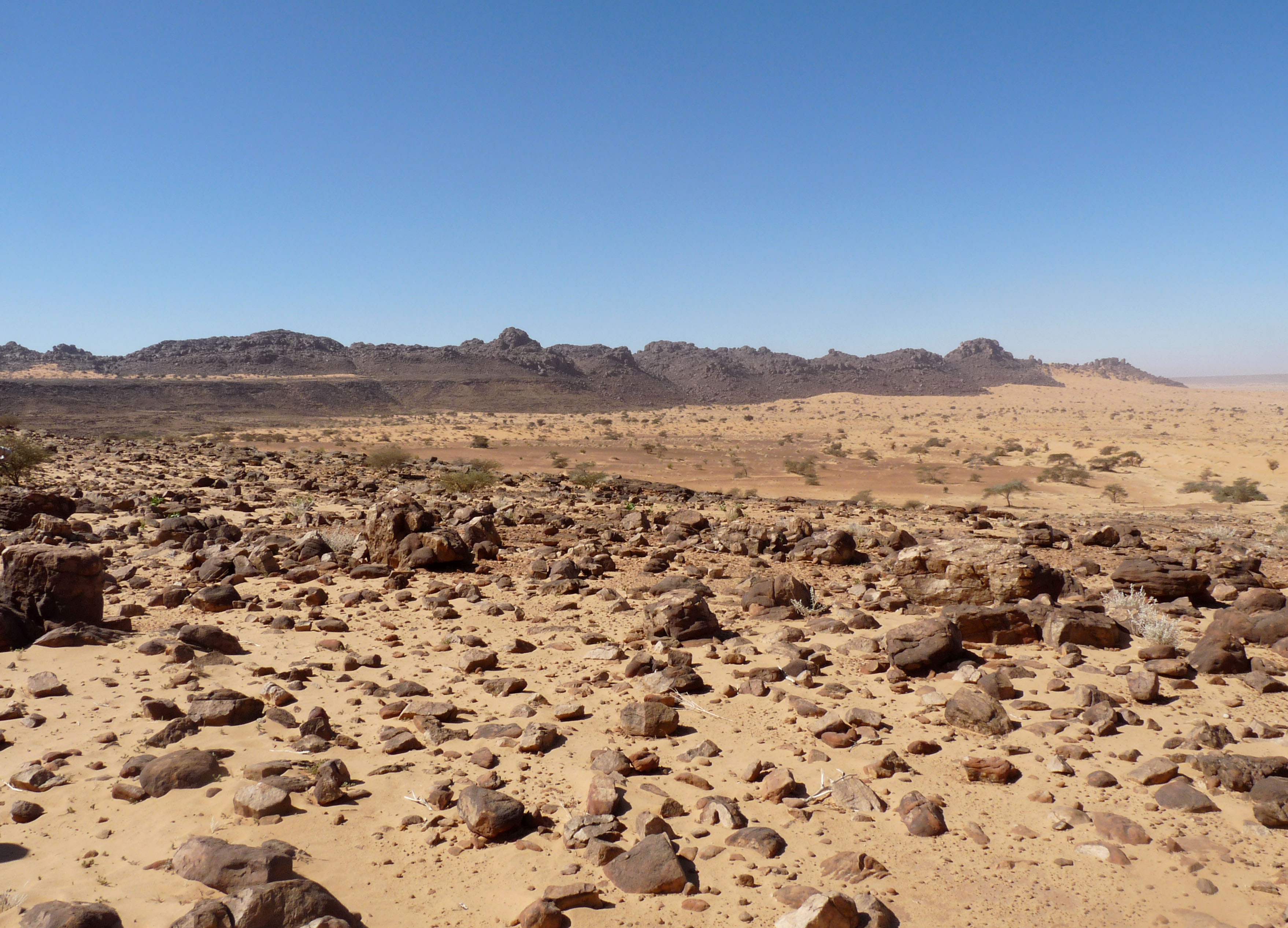
被稱爲 Reg 的沙漠。地點：Adrar Plateau，Mauritania

沙漠碎石灘（英語：Desert pavement），也稱為 reg（在西撒哈拉）、serir（在撒哈拉東部）、gibber（在澳大利亞）或 saï（中亞），是一種沙漠表面上，覆蓋的排列緊密、互鎖的角形或圓形岩石碎片。岩石碎片顆粒屬鵝卵石大小。它們通常位於沖積層之上。 若出露時間長，岩石碎片有荒漠漆皮形成。沙漠碎石灘的形成的機制及年齡，目前有爭論及其年齡。

## 形成
對沙漠碎石灘的形成，有多種幾種説法。 最普遍的説法認為，它們是通過風和間歇性降雨，逐漸除去在表面的沙子、灰塵和其他細粒物質，而留下較大的碎片形成的。大的碎片也受雨水、流水、風、重力、蠕變、熱膨脹和收縮、乾濕、凍脹、動物踐踏和地球的微震振動等作用而被搖晃到位。一旦卵石覆盖层形成，它就會成為保護層抵抗進一步風蝕。小顆粒就能聚集在卵石覆盖下方，形成土層。
第二種理説法是由原先在表面上粘土的收縮/膨脹形成的。當雨水被粘土吸收時，粘土會膨脹，當粘土乾燥時，它會開裂。時間久后，這種地貌作用將粘土中的小卵石運送到地表，在那裡因缺水停留，否則小卵石會被冲走或被過度的植物生長而破壞。
一種較新的沙漠碎石灘形成理論,來自斯蒂芬威爾斯和他的同事對加利福尼亞莫哈韋沙漠中的 Cima Dome 等地的研究。在那裏有一層新近的熔岩流被土層覆蓋，土層上面鋪著沙漠碎石灘，其中卵石來自底下熔岩的碎石。土壤繼續堆積，沒有被吹走，卵石仍然在上面。土壤裡沒有石頭。
Wells 根據宇宙生成氦 3 的方法，證明沙漠碎石灘中的熔岩卵石與在它們旁邊流動的固體熔岩，兩者暴露在大氣下的時間相同。他在 1995 年 7 月發表於《地質學》的一篇文章中總結道，“沙漠碎石灘是在地表產生的"。被風吹的灰塵反而堆積積在沙漠碎石灘之下形成土壤，卵石則由擡升留在地表 .

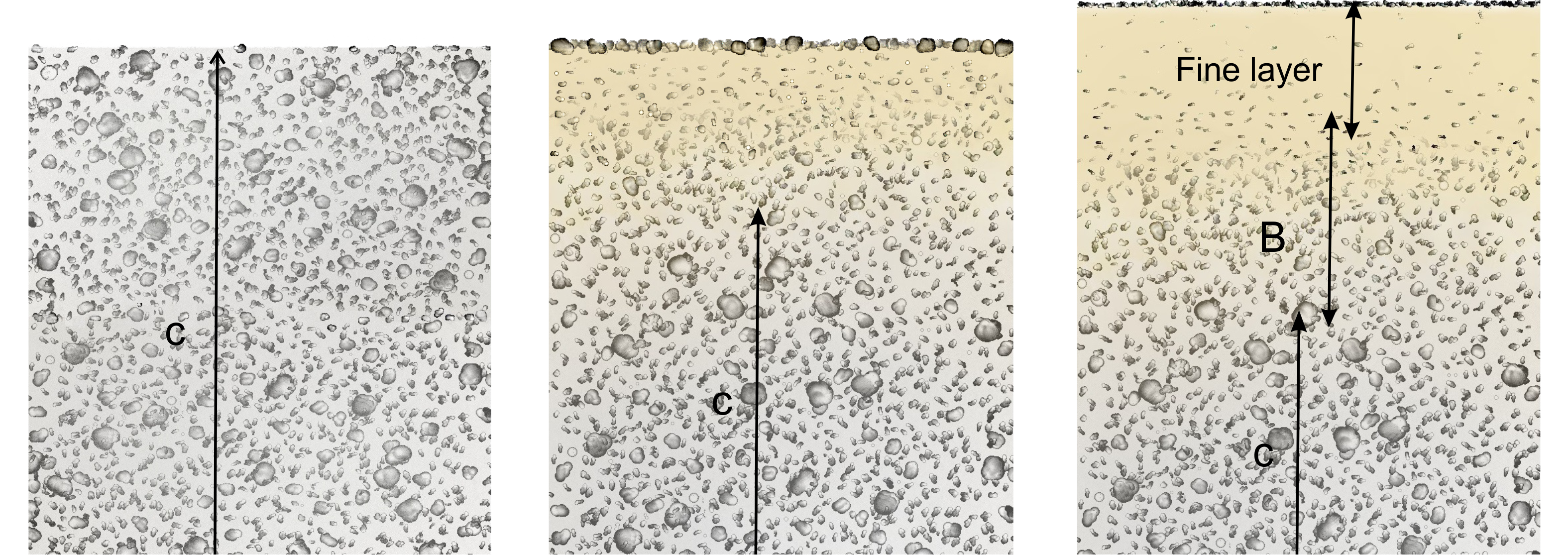
沙漠碎石灘的演變

## 演變
沙漠碎石灘通常塗有荒漠漆皮，一種深棕色，有光澤的塗層，含有粘土礦物。在美國，在猶他州東南部的 Newspaper Rock 上是一個著名的例子。荒漠漆皮是在陽光烘烤的巨石表面上一層薄薄的粘土、鐵和錳塗層（銅綠）。微生物也可能在它們的形成中起作用。荒漠漆皮在莫哈韋沙漠Mojave desert和大盆地Great Basin省也很普遍 。